# Starcza (gemeente)

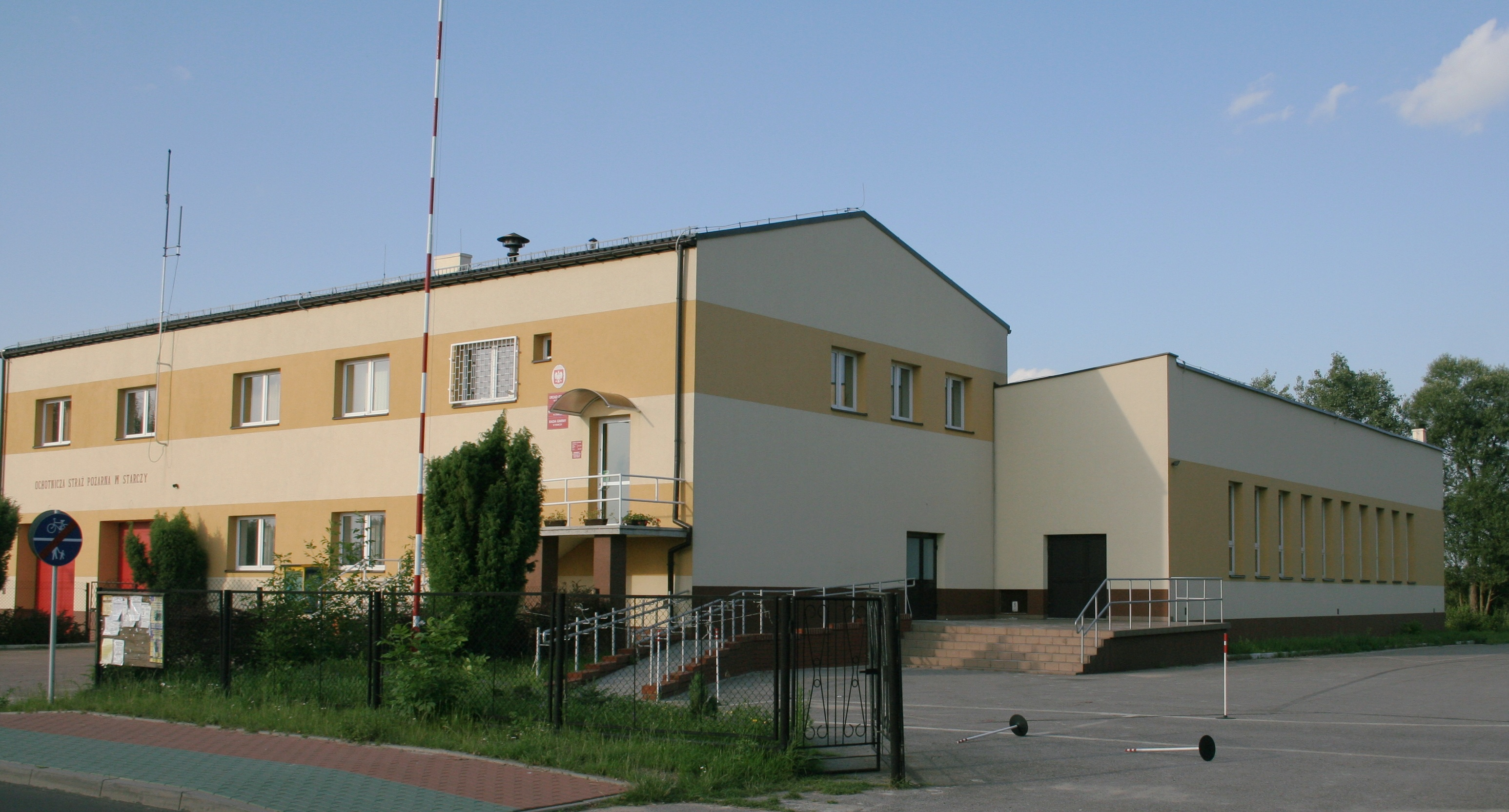
Gemeentehuis

De gemeente Starcza is een landgemeente in het Poolse woiwodschap Silezië, in powiat Częstochowski.
De zetel van de gemeente is in Starcza.
Op 30 juni 2004 telde de gemeente 2720 inwoners.

## Oppervlakte gegevens
In 2002 bedroeg de totale oppervlakte van gemeente Starcza 20,1 km², waarvan:
- agrarisch gebied: 83%
- bossen: 10%

De gemeente beslaat 1,32% van de totale oppervlakte van de powiat.

## Demografie
Stand op 30 juni 2004:
| Omschrijving                   | Totaal | Totaal | Vrouwen | Vrouwen | Mannen | Mannen |
| ------------------------------ | ------ | ------ | ------- | ------- | ------ | ------ |
| eenheid                        | aantal | %      | aantal  | %       | aantal | %      |
| inwoners                       | 2720   | 100    | 1378    | 50,7    | 1342   | 49,3   |
| bevolkingsdichtheid (inw./km²) | 135,3  | 135,3  | 68,6    | 68,6    | 66,8   | 66,8   |

In 2002 bedroeg het gemiddelde inkomen per inwoner 1648,71 zł.

## Administratieve plaatsen (sołectwo)
Klepaczka, Łysiec, Rudnik Mały, Starcza, Własna.
Zonder de status sołectwo : Łazy, Zielone Górki.

## Aangrenzende gemeenten
Kamienica Polska, Konopiska, Poczesna, Woźniki